# Scharm asch-Schaich
Scharm asch-Schaich (auch Scharm El-Scheich, arabisch شرم الشيخ, DMG Šarm aš-Šayḫ ‚die Bucht des Scheichs‘, englisch Sharm El Sheikh; hebräisch אופירה Ophira) ist eine ägyptische Stadt auf der Sinai-Halbinsel und am Roten Meer. Sie ist ein Tourismuszentrum mit rund 35.000 Einwohnern und gehört zum Gouvernement Süd-Sinai.

## Geographie
Scharm asch-Schaich liegt südlich des Sinai-Hochlandes am Roten Meer. Die Stadt liegt beinahe an der Südspitze der Halbinsel und erstreckt sich in Nord-Süd-Richtung am Küstenstreifen des Roten Meeres, grob zwischen der Straße von Tiran und dem Golf von Suez. Die nächstgelegene Stadt ist das Seebad Dahab, die Hauptstadt Kairo liegt ca. 490 km nordwestlich.

## Klima
Das Klima ist wegen der Lage am Meer feuchtwarm. Die wärmsten Monate sind Mai bis September bei 34 °C bis 35,6 °C, in der Winterzeit liegen die Temperaturen im Schnitt zwischen 21 und 23 °C. Nennenswerte Niederschläge fallen nur im Winter, die Wassertemperatur fällt ganzjährig nicht unter 20 °C. Die Hauptreisezeit ist im Herbst und Frühling.
|                       | Jan  | Feb  | Mär  | Apr  | Mai  | Jun  | Jul  | Aug  | Sep  | Okt  | Nov  | Dez  |   |      |
| Mittl. Tagesmax. (°C) | 21,7 | 22,4 | 25,1 | 29,8 | 33,9 | 37,0 | 37,5 | 37,5 | 35,4 | 31,5 | 27,0 | 23,2 | ⌀ | 30,2 |
| Mittl. Tagesmin. (°C) | 13,3 | 13,7 | 16,1 | 20,1 | 23,8 | 26,5 | 26,7 | 28,0 | 26,5 | 23,4 | 18,9 | 15,0 | ⌀ | 21   |
|                       |      |      |      |      |      |      |      |      |      |      |      |      |   |      |
| Niederschlag (mm)     | 0,5  | 0,2  | 1,2  | 0,2  | 0,5  | 0,0  | 0,0  | 0,0  | 0,04 | 0,8  | 3,3  | 0,5  | Σ | 7,24 |
|                       |      |      |      |      |      |      |      |      |      |      |      |      |   |      |
| Sonnenstunden (h/d)   | 8    | 8    | 9    | 10   | 10   | 12   | 12   | 12   | 11   | 10   | 9    | 8    | ⌀ | 9,9  |
|                       |      |      |      |      |      |      |      |      |      |      |      |      |   |      |
| Regentage (d)         | 0,3  | 0,1  | 0,5  | 0,1  | 0,1  | 0,0  | 0,0  | 0,0  | 0,1  | 0,4  | 0,4  | 0,3  | Σ | 2,3  |
|                       |      |      |      |      |      |      |      |      |      |      |      |      |   |      |
| Wassertemperatur (°C) | 21   | 21   | 21   | 22   | 24   | 25   | 26   | 27   | 27   | 26   | 24   | 22   | ⌀ | 23,8 |

| 13,3 |

| 13,7 |

| 16,1 |

| 20,1 |

| 23,8 |

| 26,5 |

| 26,7 |

| 28,0 |

| 26,5 |

| 23,4 |

| 18,9 |

| 15,0 |

| 13,3 |

| 13,7 |

| 16,1 |

| 20,1 |

| 23,8 |

| 26,5 |

| 26,7 |

| 28,0 |

| 26,5 |

| 23,4 |

| 18,9 |

| 15,0 |

## Geschichte

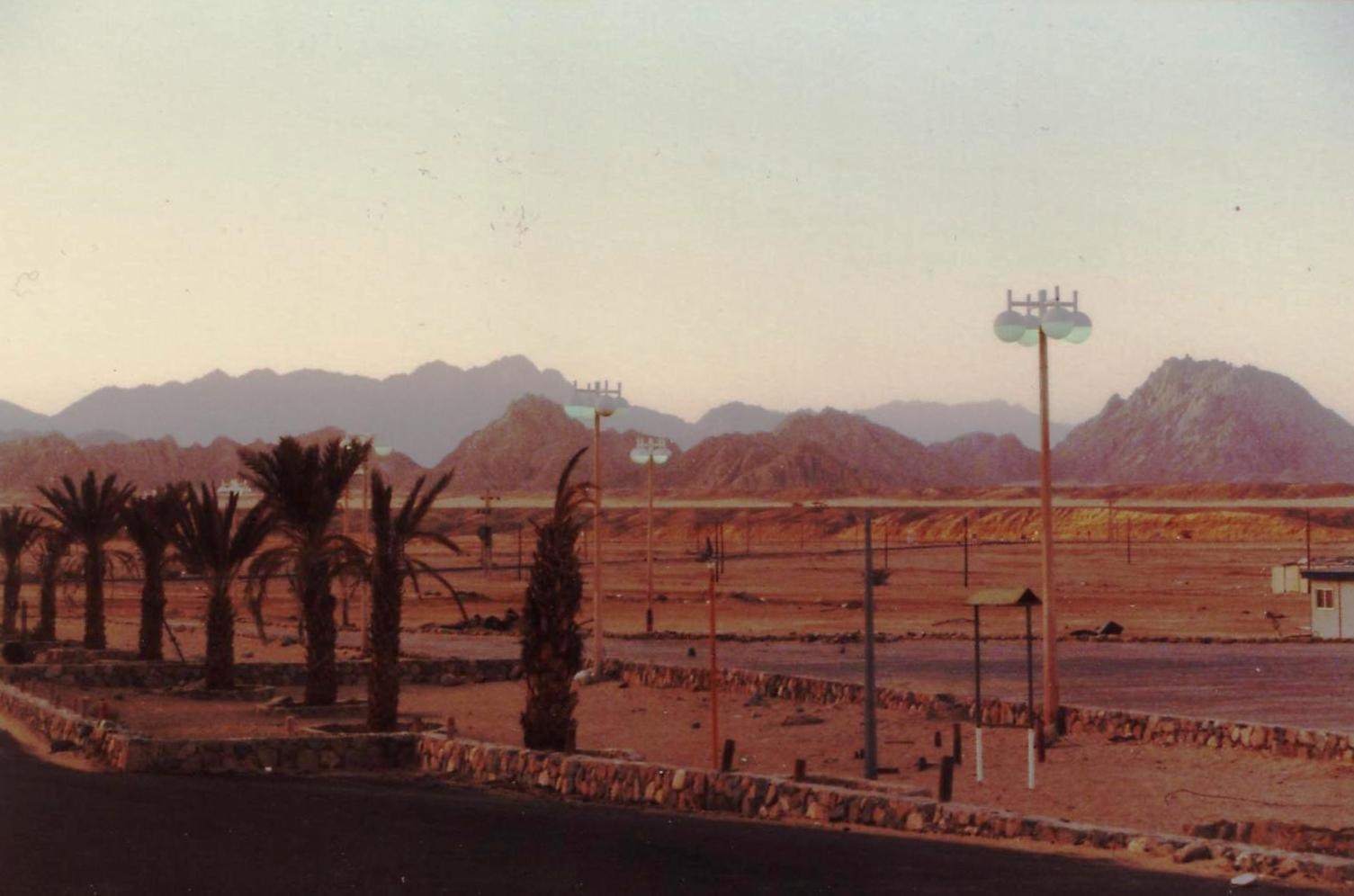
Na'ama Bay im Jahre 1984

Erstmals wird Scharm asch-Schaich 1762 auf Seekarten verzeichnet. Bis in die 1980er Jahre war die Stadt ein Fischerdorf mit ungefähr 100 Einwohnern, durch den Tourismus wuchs es sprunghaft. In den letzten Jahren ist Scharm asch-Schaich immer wieder Treffpunkt internationaler Delegationen zur Beilegung des Nahostkonflikts gewesen.
Scharm asch-Schaich war zwischen den 1950er und den späten 1970er Jahren Schauplatz mehrerer kriegerischer Auseinandersetzungen. 1955 wurde das Gebiet im Zuge der Sueskrise besetzt, im darauffolgenden Jahr wieder an Ägypten zurückgegeben. Im März 1957 wurden dort auf Druck Israels UNO-Truppen stationiert, um die freie Schifffahrt durch die Meerenge von Tiran zu garantieren.
1967–1982 war die Siedlung nach dem Sechstagekrieg von Israel besetzt.
In der Nacht vom 22. auf den 23. Juli 2005 war die Stadt das Ziel von Terroranschlägen. Es ereigneten sich in der Stadt und dem nahe gelegenen Naama Bay drei Bombenexplosionen, bei denen mindestens 88 Menschen getötet und nach Angaben des ägyptischen Gesundheitsministers Mohamed Awad Tageddin weit mehr als 200 verletzt wurden. Im März 2011 tauchte im Internet ein Memo auf, laut dem die Anschläge vom ägyptischen Sicherheitsdienst in Auftrag gegeben wurden, und nicht von der zuvor unbekannten Abspaltung des Terrornetzwerks al-Qaida, die sich zu den Anschlägen bekannt hatte.
Am 31. Oktober 2015 stürzte ein russisches Passagierflugzeug, Kogalymavia-Flug 9268, nach dem Start vom Flughafen Scharm asch-Schaich über dem Sinai ab. Als Absturzursache wurde ein an Bord befindlicher Sprengsatz ermittelt.

## Tourismus

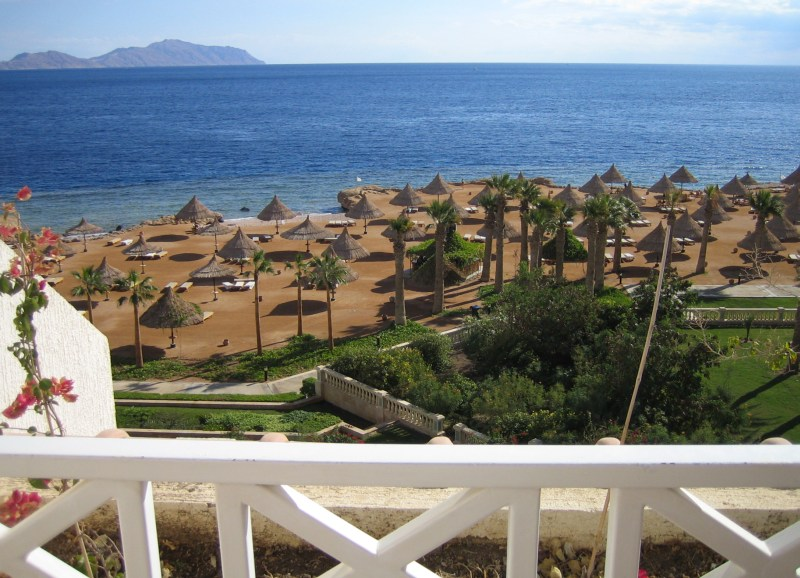
Blick auf das Rote Meer von Scharm asch-Schaich aus

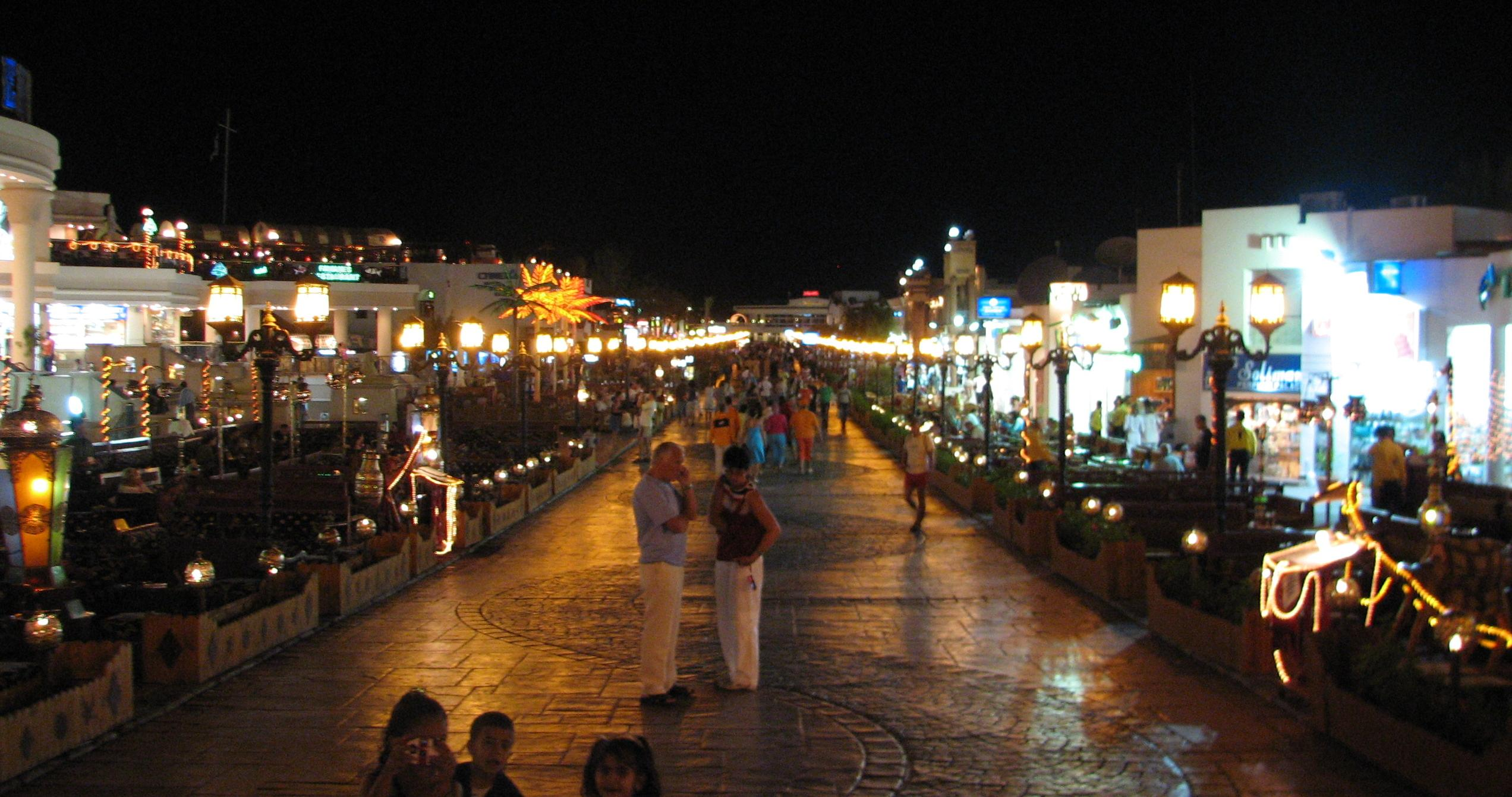
Naama Bay bei Scharm asch-Schaich (2005)

Scharm asch-Schaich hat sich zu einem der beliebtesten und teuersten Seebäder Ägyptens entwickelt. Die Stadt ist wirtschaftlich vollständig auf den Tourismus ausgerichtet. Zahlreiche Restaurants, Märkte, Diskotheken, Golfclubs, internationale Hotels und Fastfood-Filialen haben sich im Ort niedergelassen. Im Vorort Naama Bay (arabisch نعمة, DMG Naʿma) gibt es mehrere Spielkasinos. Die relative Freizügigkeit und die Legalisierung des Glücksspiels führen innerhalb Ägyptens zu heftiger Kritik und konservative Kreise fordern Respekt vor islamisch-arabischen Traditionen.
Entlang der Küste vor und bei Scharm asch-Schaich befinden sich mehrere bedeutende Tauchgebiete. Unter Tauchern werden die zahlreichen Korallenriffe geschätzt. Das Reiseziel ist nicht zuletzt wegen der guten Wasserqualität und der angenehm hohen Luft- und Wassertemperaturen beliebt. Um das empfindliche Ökosystem im Roten Meer zu schützen, wurde an der südlichsten Spitze der Sinai-Halbinsel nahe Scharm asch-Schaich der Ras-Mohammed-Nationalpark eingerichtet, der nur mit offizieller Genehmigung betreten werden darf. Von Scharm asch-Schaich aus werden regelmäßig auch zahlreiche entlegenere Tauchplätze mit Tauchbooten angefahren, so etwa das circa 40 km westlich gelegene Wrack der Thistlegorm, das das wohl bekannteste und populärste Wrack im Roten Meer ist.
Aufgrund des raschen Wachstums des Ferienorts besteht die Bevölkerung hauptsächlich aus Zuzüglern, die aus anderen Regionen Ägyptens kommen. Ihren Bedürfnissen dienen mehrere zum Teil noch im Bau begriffene Moscheen sowie eine koptisch-orthodoxe Allerheiligenkirche. Letztere wurde von 2002 bis 2010 mithilfe privater Spenden errichtet. Sie zeigt im Innenraum malerischen Schmuck in konventioneller, realistischer Bildsprache sowie ähnlich gestaltete Glasfenster.
Am 1. Dezember 2010 wurden vier Personen, drei Russen und ein ukrainischer Staatsbürger, von einem Hai attackiert und verletzt. Fünf Tage darauf wurde eine ältere deutsche Touristin im Golf von Aqaba von einem Hai getötet. Der Hai hatte der 71-jährigen Rentnerin einen Arm und ein Bein abgebissen, worauf sie verblutete. Später wurden zwei Haie gefangen, man vermutet jedoch, dass es sich nicht um die Angreifer handelte. Schon ein Jahr zuvor wurde im Roten Meer ein französischer Tourist von einem Hai getötet.

## Verkehr
Straßenverbindungen und ein regelmäßiger Busverkehr bestehen u. a. nach Eilat, Nuweiba, Dahab, Kairo, Alexandria und Suez.
Vom Hafen der Stadt gibt es regelmäßige Fährverbindungen nach Hurghada und Aqaba, es legen regelmäßig Kreuzfahrtschiffe an.
Der internationale Flughafen Scharm asch-Schaich steht mit mehr als fünf Millionen Passagieren (2006) nach Kairo an zweiter Stelle in Ägypten. Ursprünglich war der 1968 eröffnete Flughafen ein israelischer Militärflugplatz, der nach dem Friedensvertrag zwischen Israel und Ägypten mit der Rückgabe des Sinai an Ägypten seinen heutigen zivilen Charakter erhielt. Im Mai 2007 wurde ein zweites Terminal mit einer jährlichen Kapazität von acht Millionen Passagieren eröffnet.
Ein öffentliches Personennahverkehrsnetz besteht nicht. Der Nahverkehr wird von privaten Minibussen bewältigt; Touristen nutzen Taxis, Mietwagen oder Pendelbusse, die von großen Hotels gestellt werden.

## Sport
Seit 2006 findet die Dreiband-Weltcup-Saison im Dezember in Ägypten ihren Abschluss, 2019 erstmals in Scharm asch-Schaich. Nach dem letzten Turnier wird dort ebenfalls der Jahresgesamtsieger gekürt.

## Städtepartnerschaften
- Aqaba (seit Dezember 2015)[8]
- Arzachena
- Hévíz (seit 2013)[9]
- Swakopmund (seit Juni 2008)[10]
- Jalta (seit 2009)